# 阿列克謝耶夫卡區 (薩馬拉州)
53°15′12″N 50°29′12″E / 53.25333°N 50.48667°E
阿列克謝耶夫卡區（俄语：Алексеевский район），是俄羅斯的一個區，位於該國西南部，由薩馬拉州負責管轄，面積1,890平方公里，2010年人口12,274，人口密度每平方公里6.49人。